# Sommet du G20 de 2017
Le sommet du G20 2017 est le douzième sommet du Groupe des vingt depuis sa création pour les chefs d'État en 2008. Ce sommet se tient les 7 et 8 juillet 2017 à Hambourg en Allemagne.
Il est marqué par la première rencontre entre les présidents Donald Trump et Vladimir Poutine.

## Membres du G20

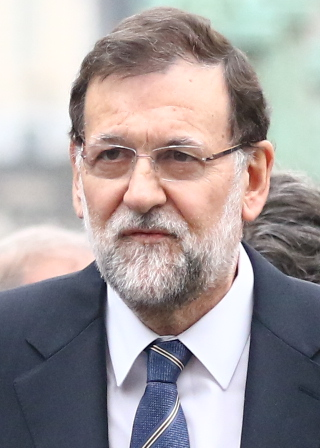
Espagne Mariano Rajoy, président du gouvernement
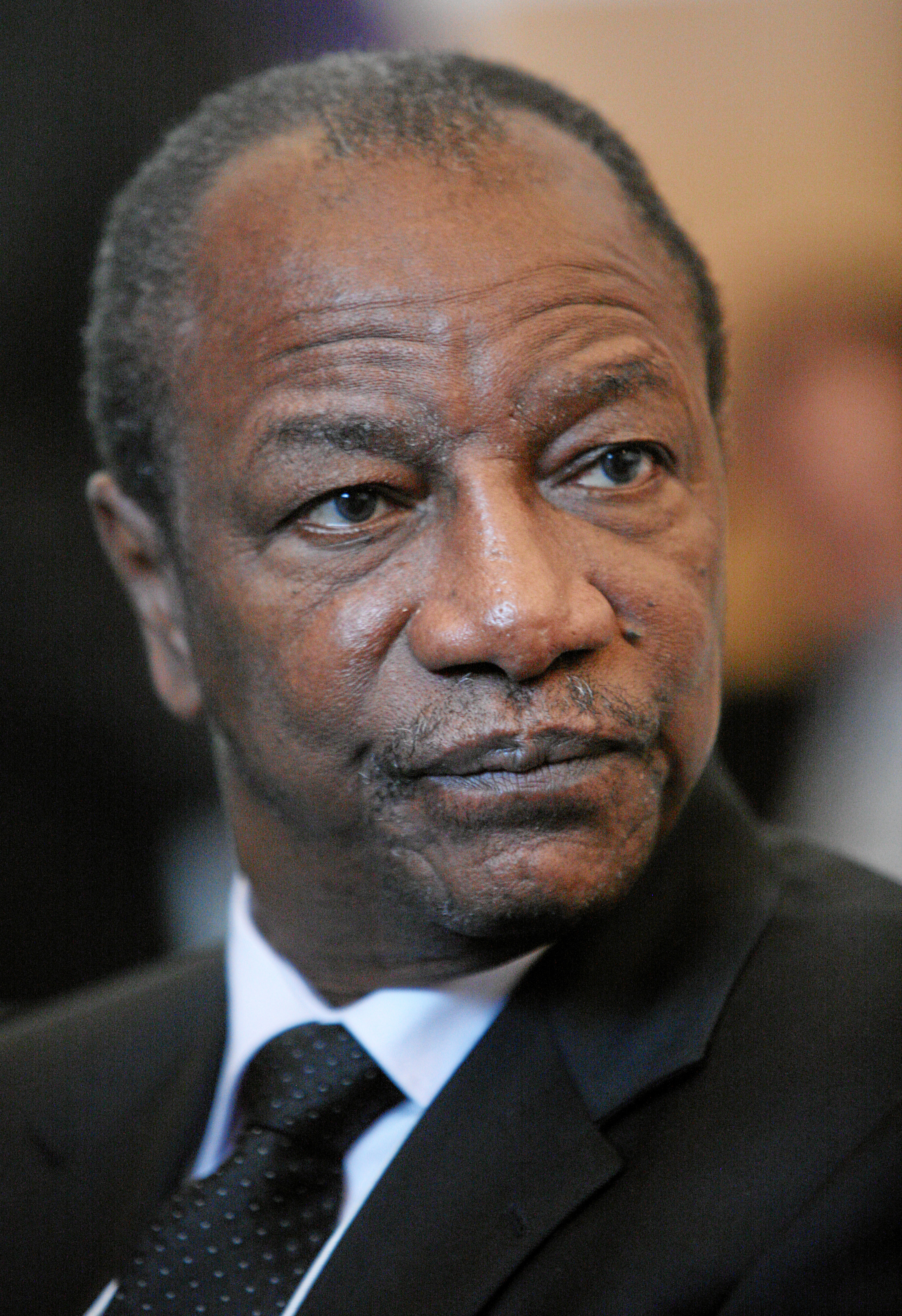
Guinée Alpha Condé, président (représentant de l'Union africaine)
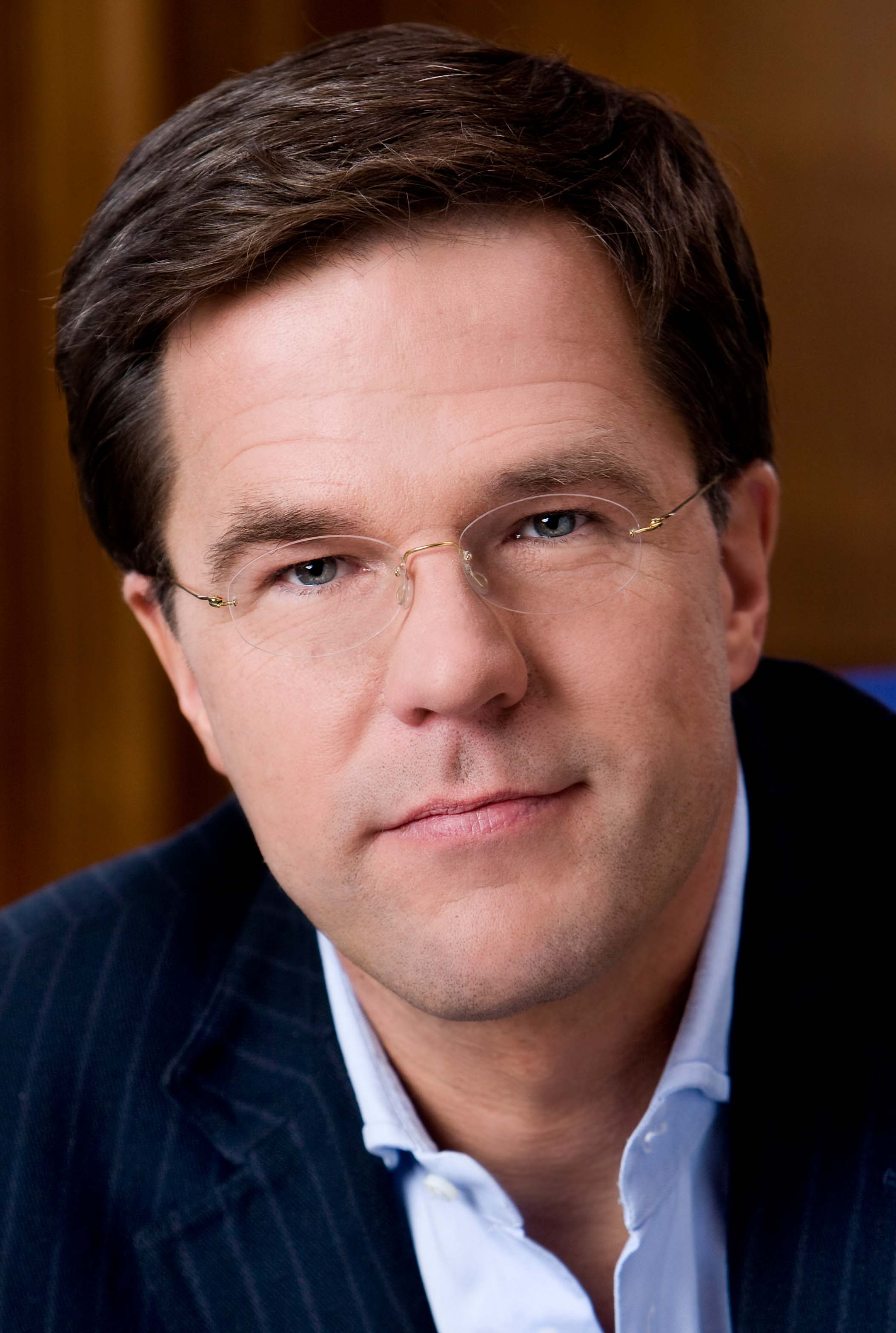
Pays-Bas Mark Rutte, Premier ministre,
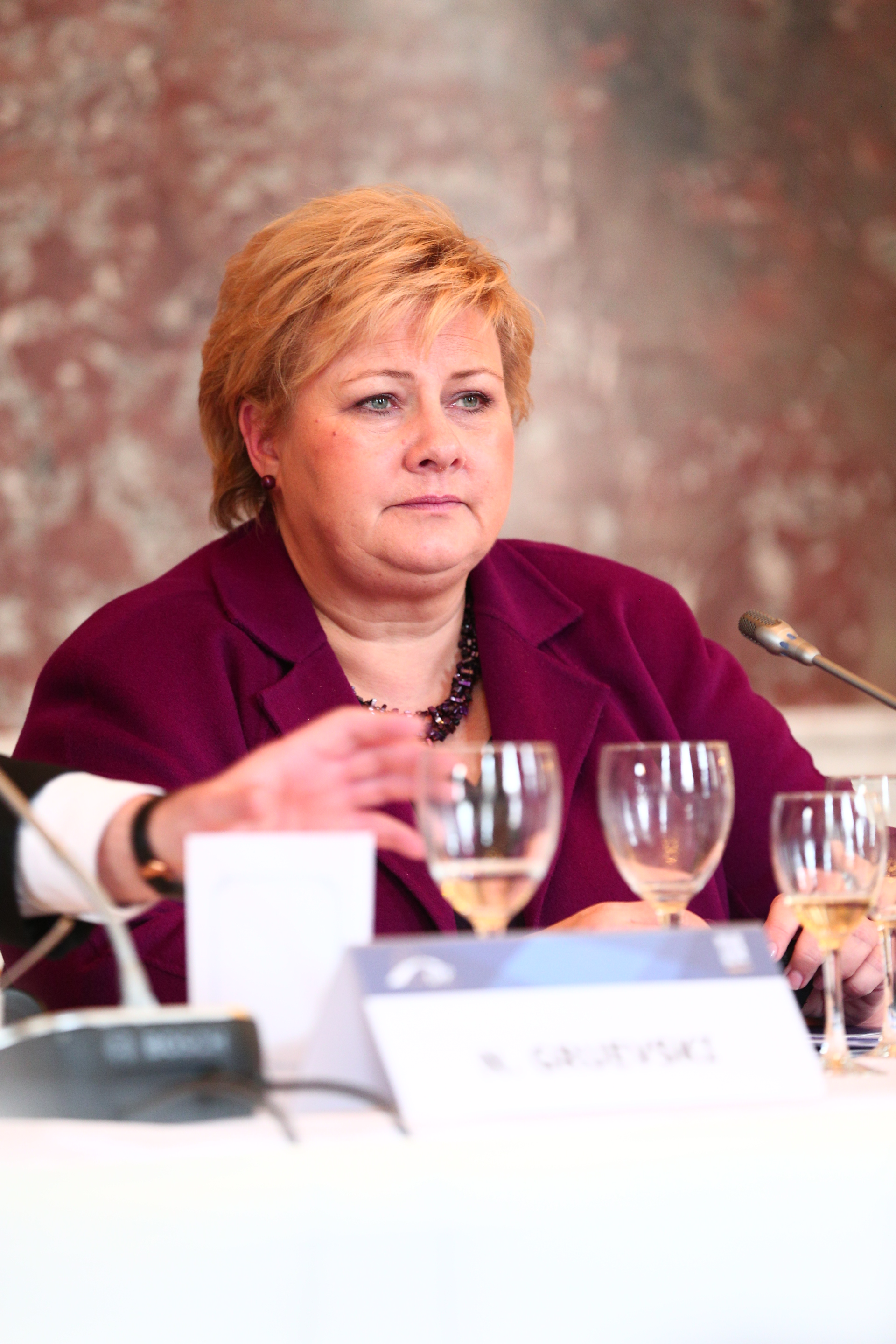
Norvège Erna Solberg, Première ministre
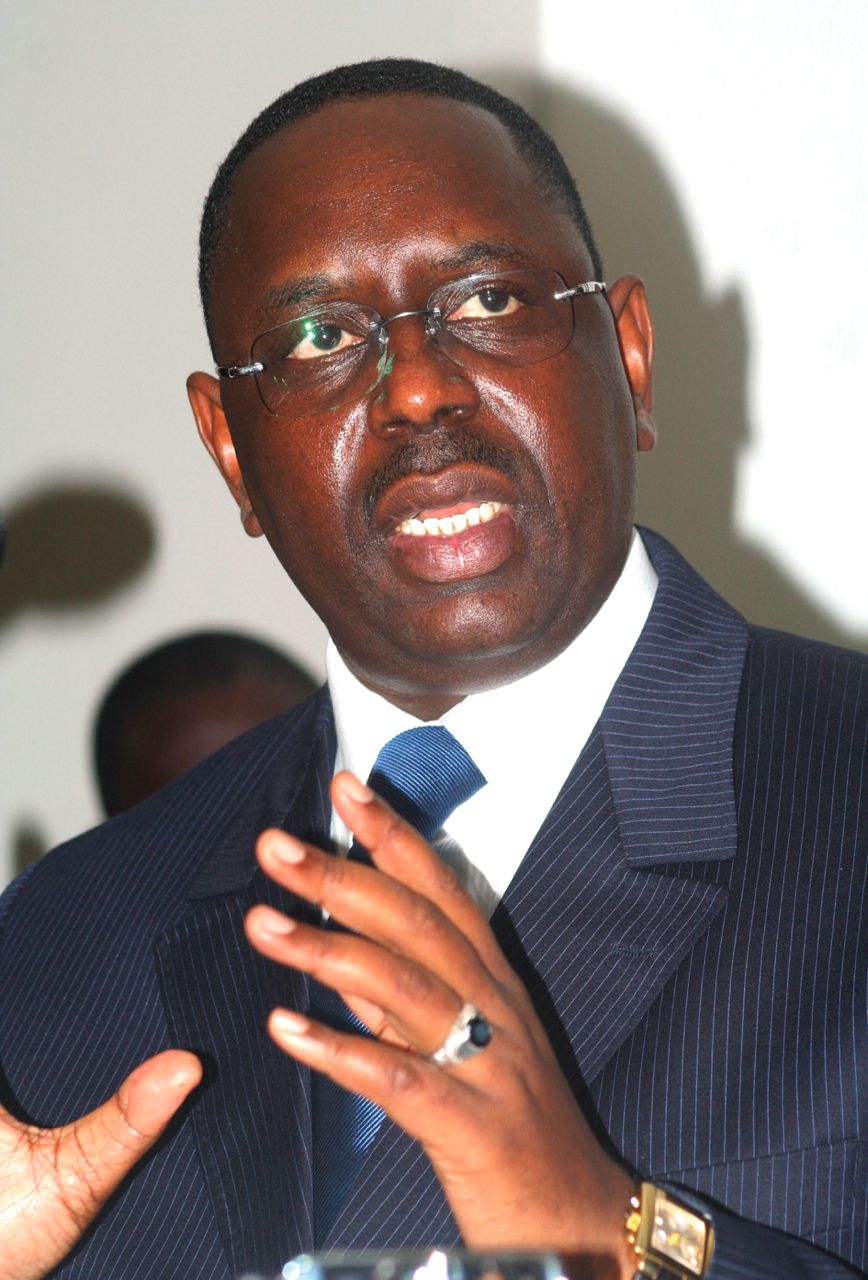
Sénégal Macky Sall, président (représentant du Nouveau partenariat pour le développement de l'Afrique)
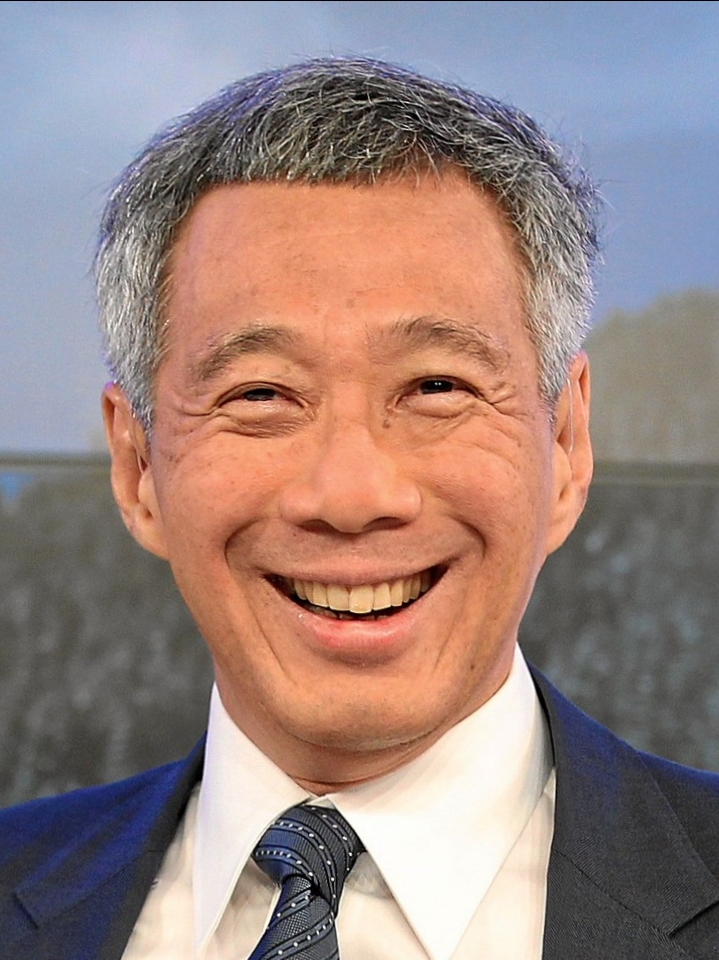
Singapour Lee Hsien Loong, Premier ministre,
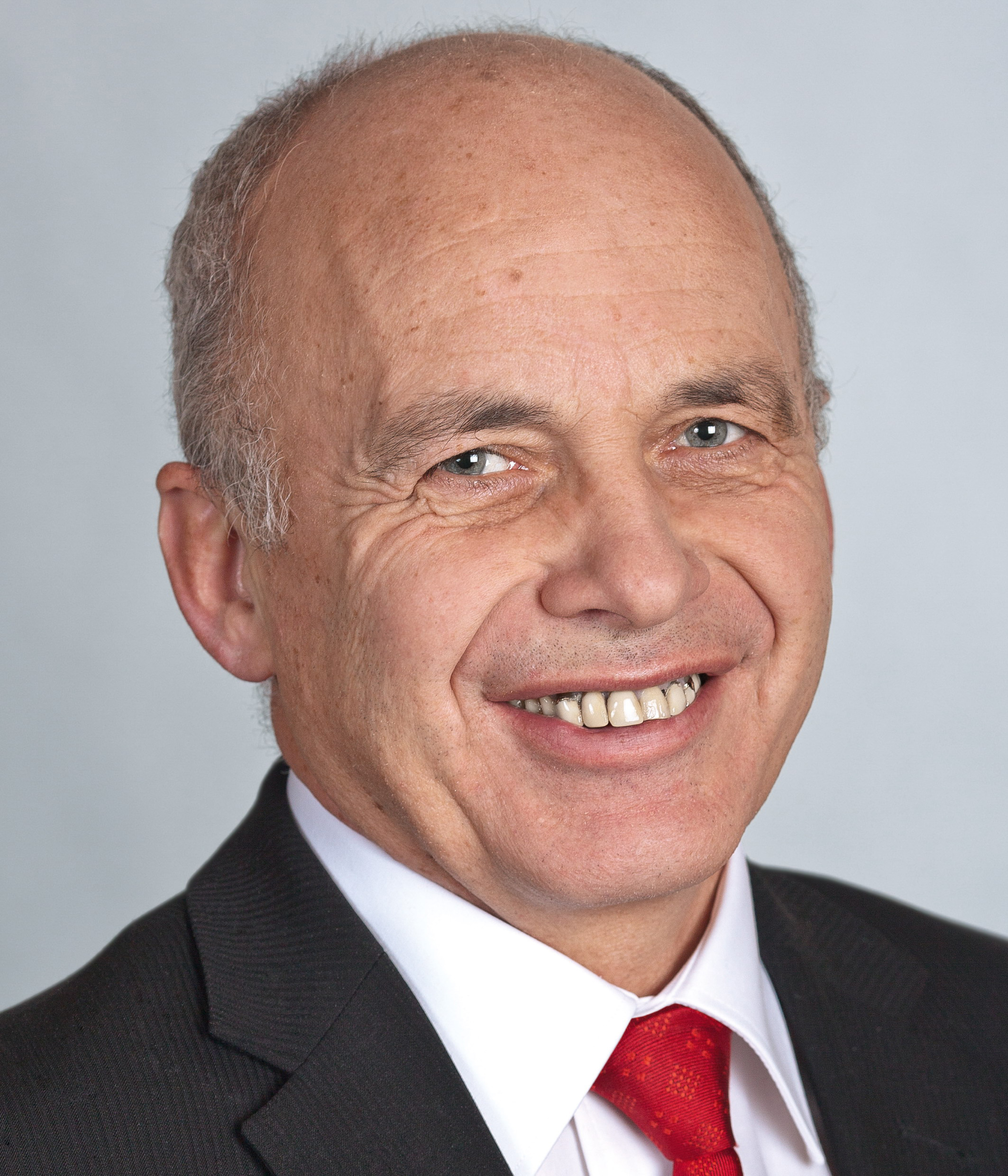
Suisse Ueli Maurer, conseiller fédéral,,
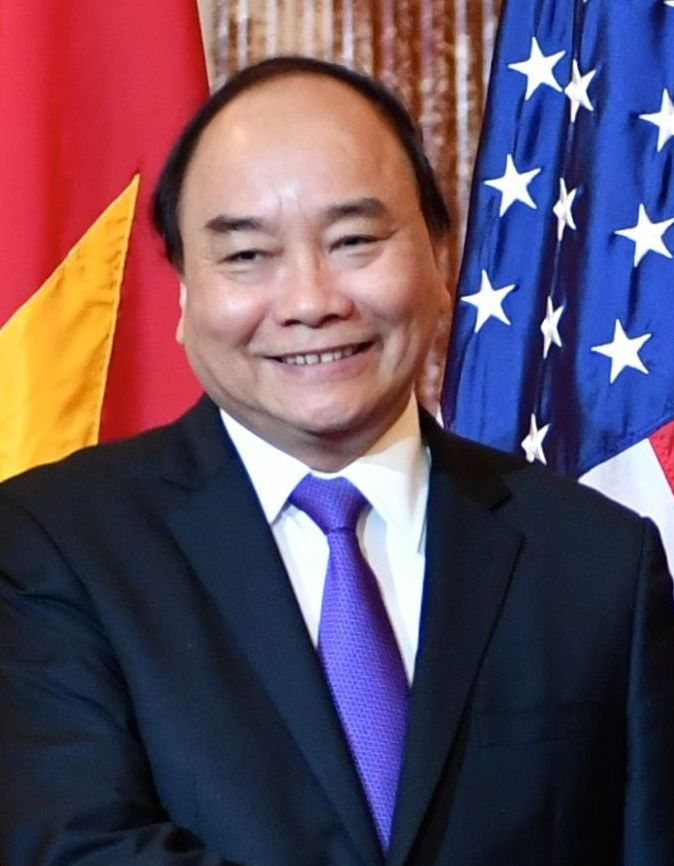
Viêt Nam Nguyễn Xuân Phúc, Premier ministre

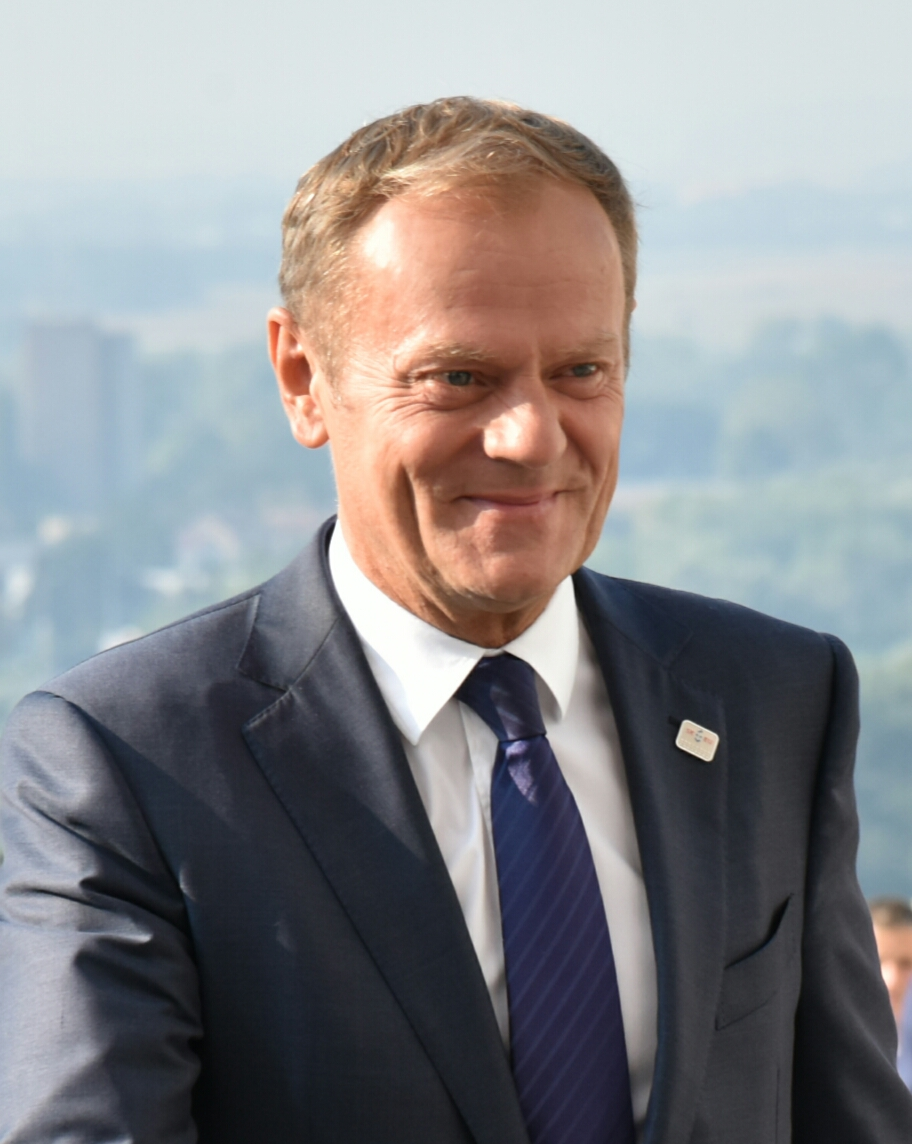
Union européenne Donald Tusk, président du Conseil européen
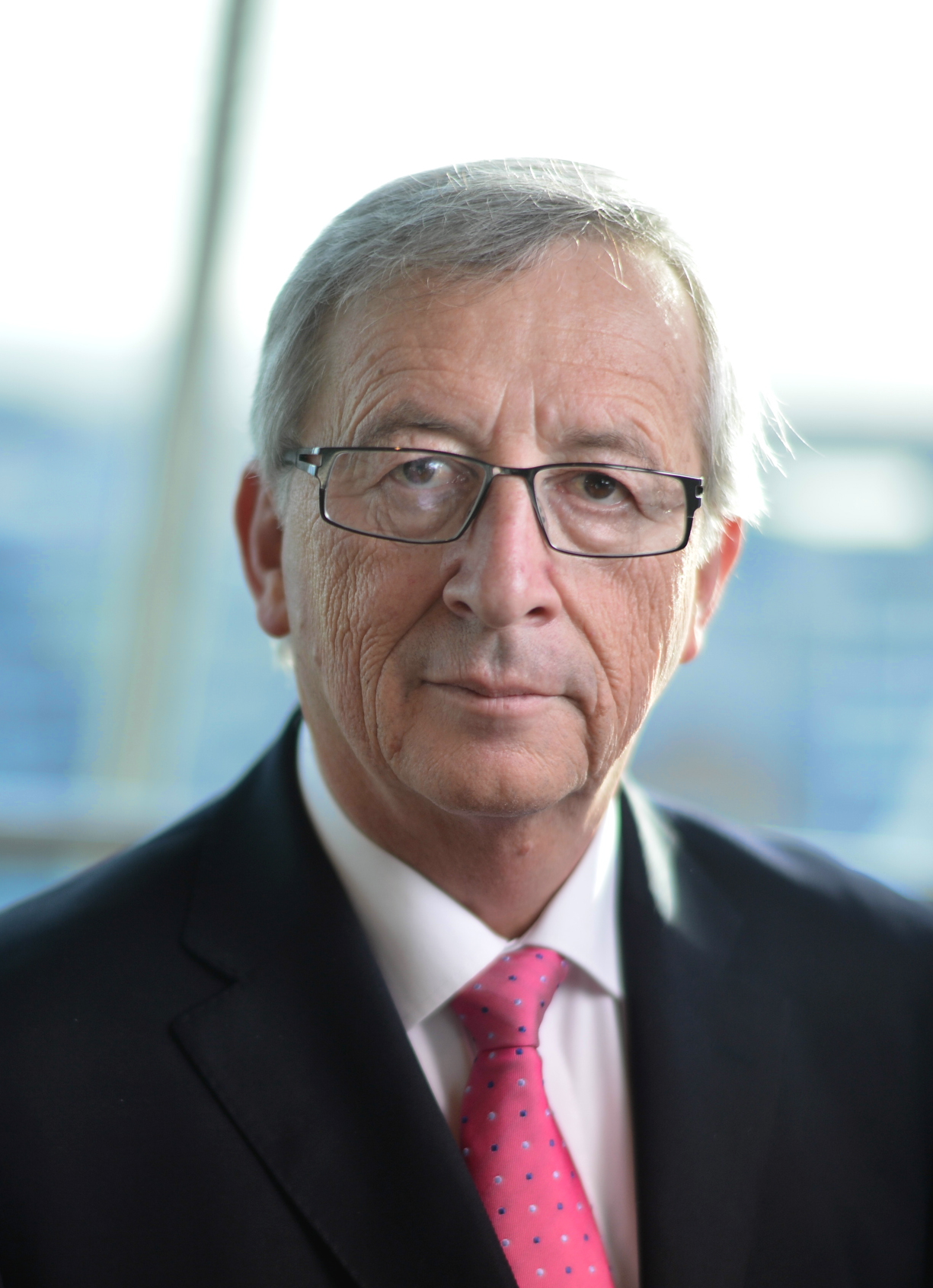
Union européenne Jean-Claude Juncker, président de la Commission européenne
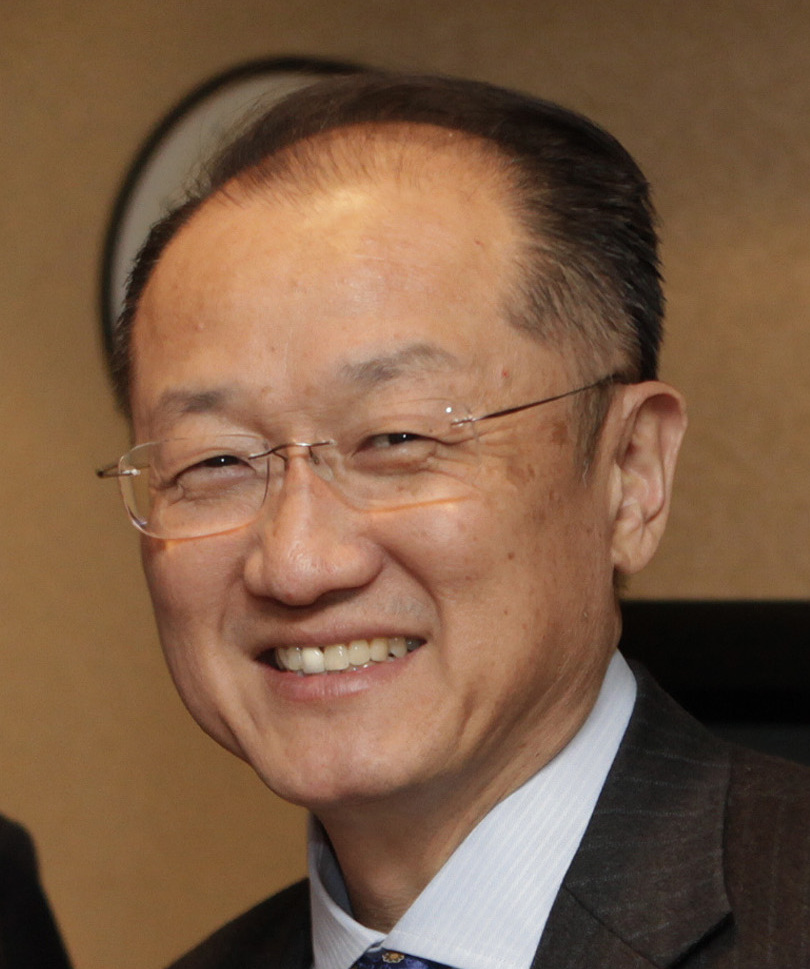
Banque mondiale Jim Yong Kim, président
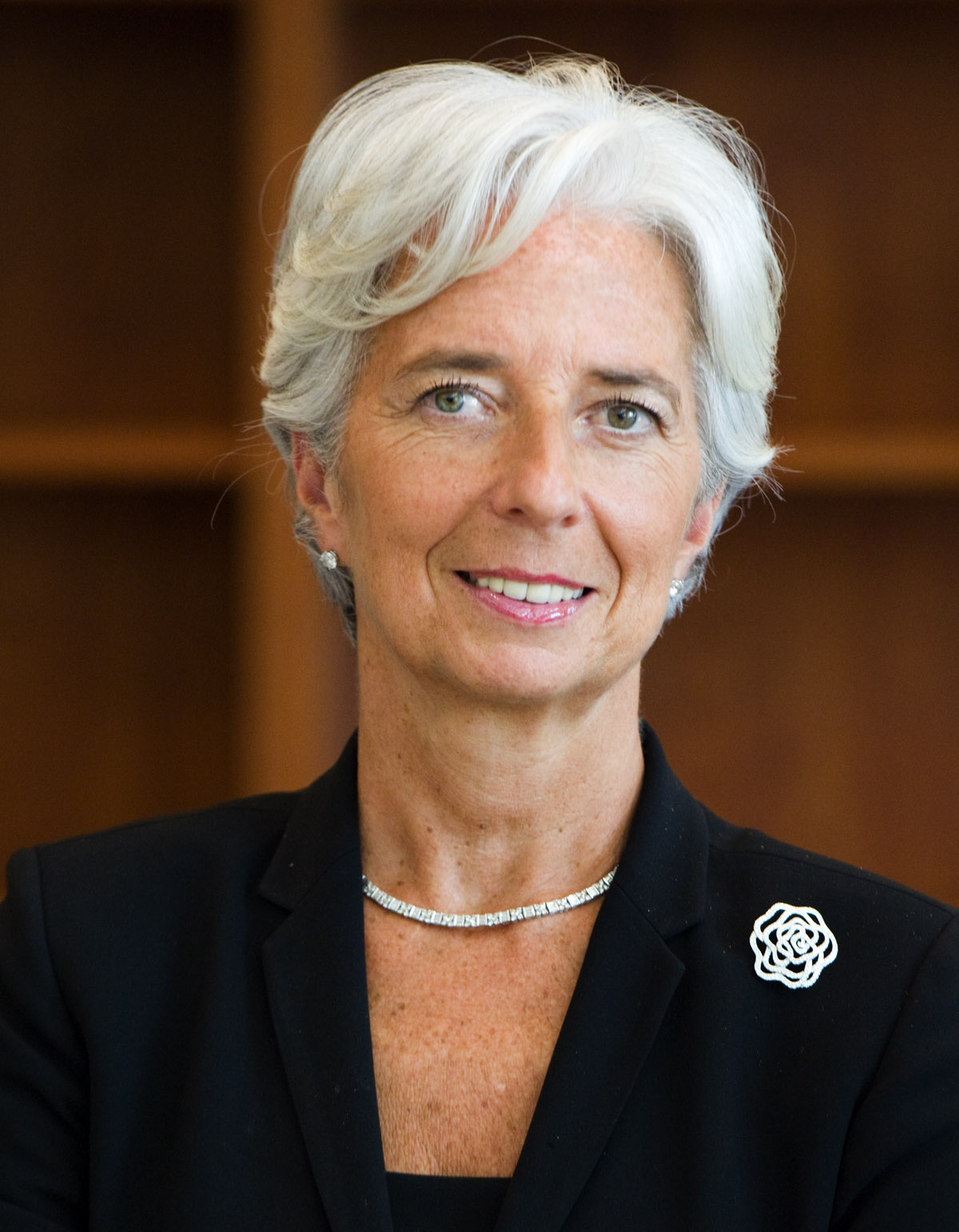
FMI Christine Lagarde, directrice générale
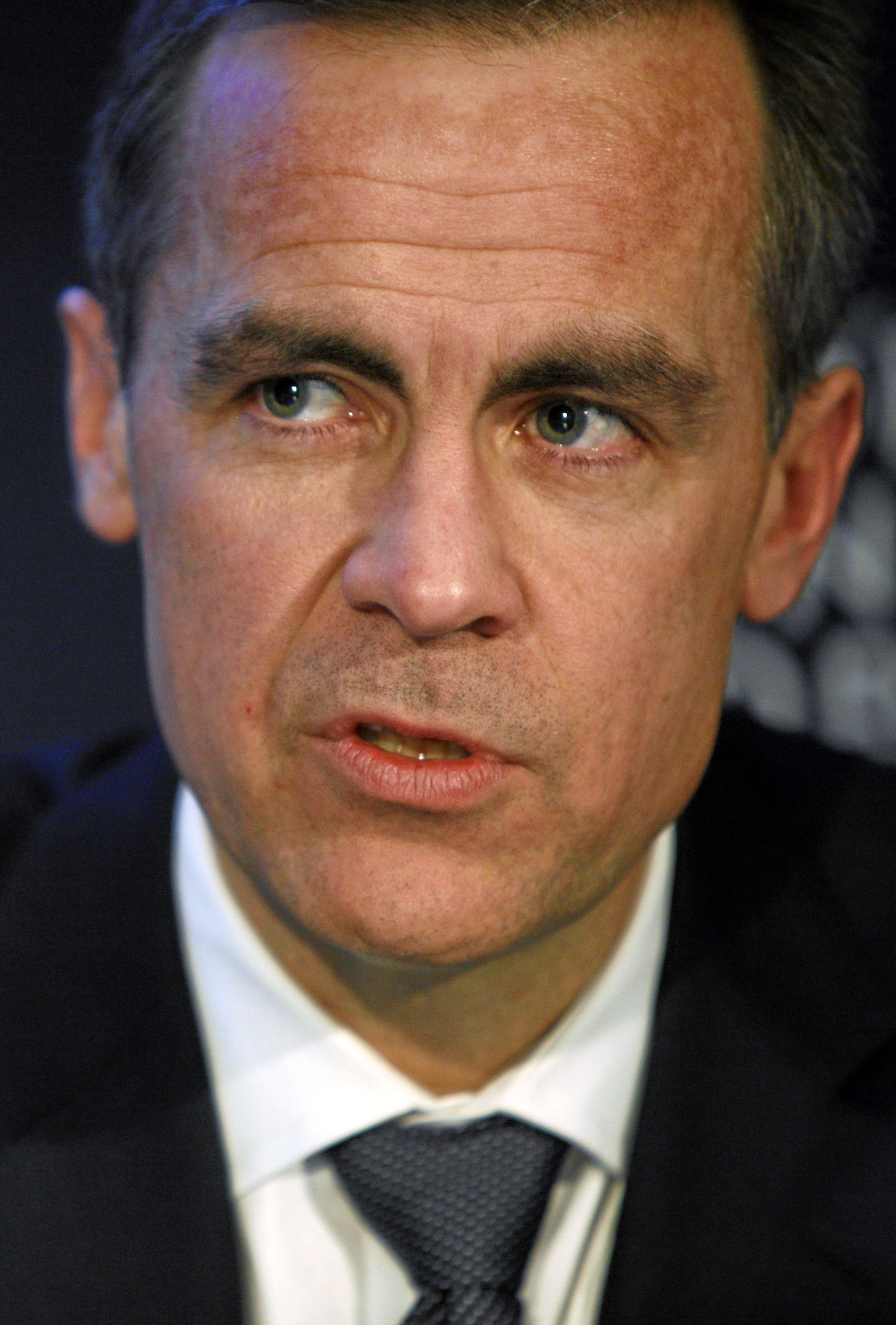
FSB Mark Carney, président
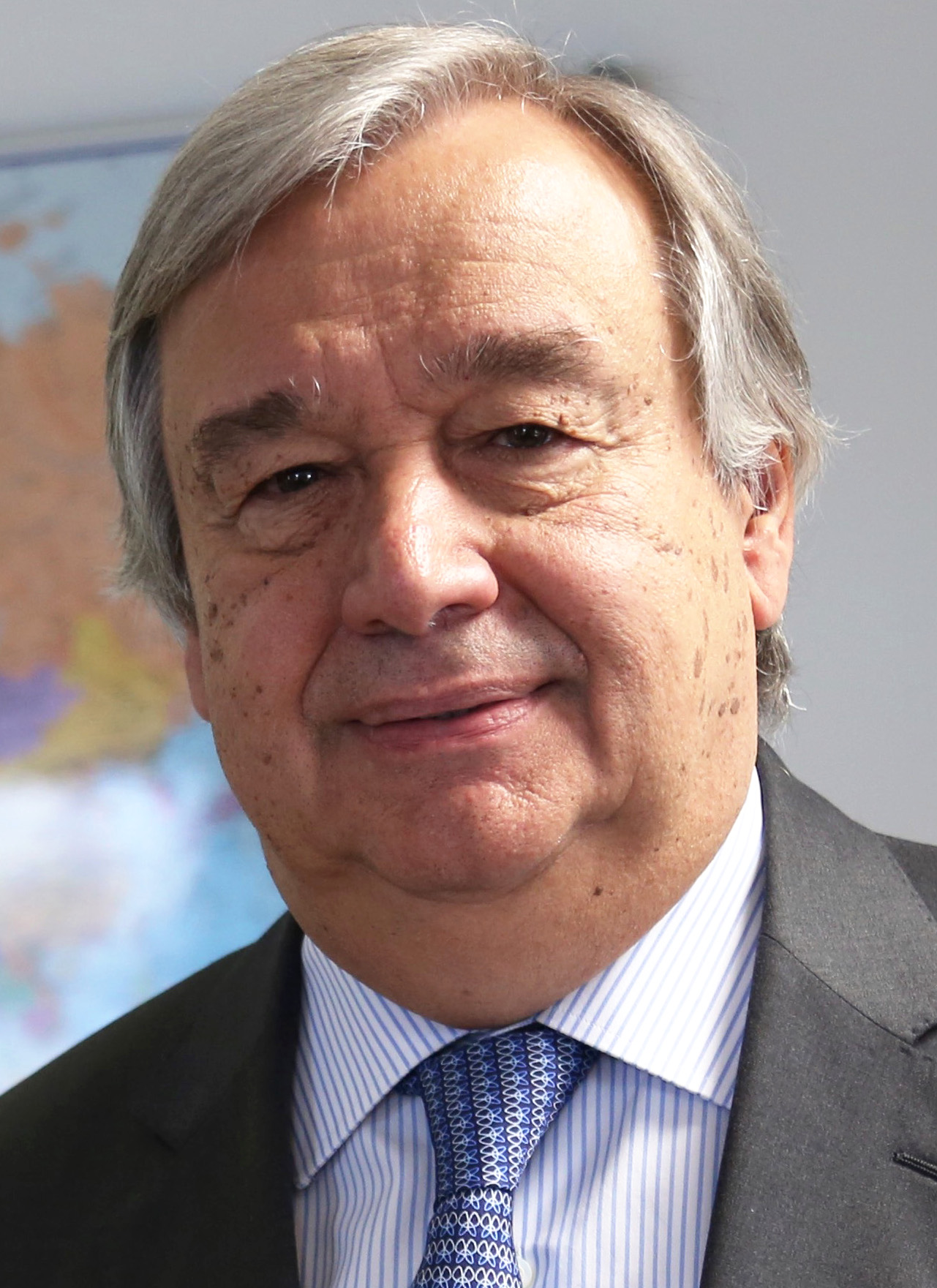
ONU António Guterres, Secrétaire général
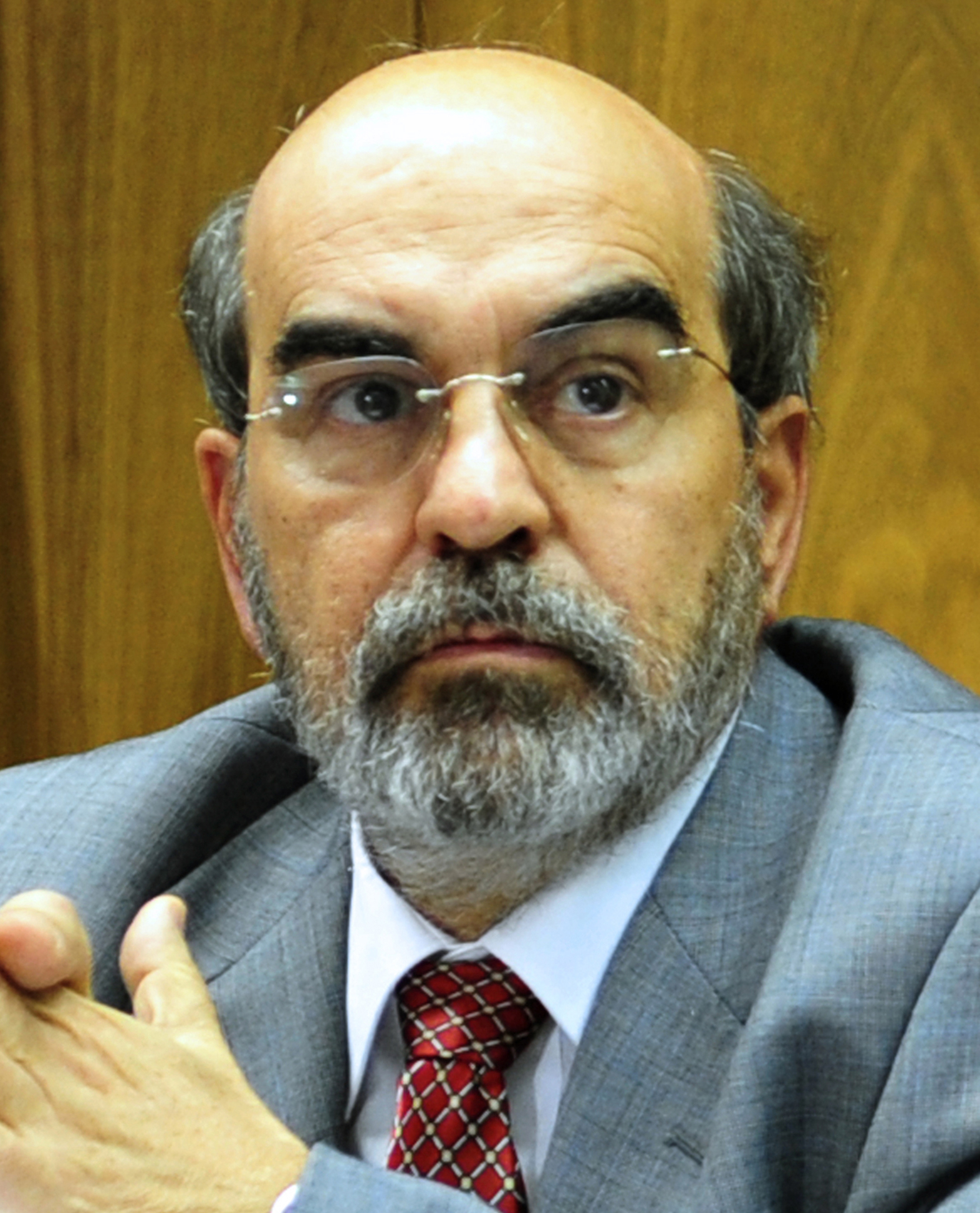
ONUAA José Graziano da Silva, directeur général
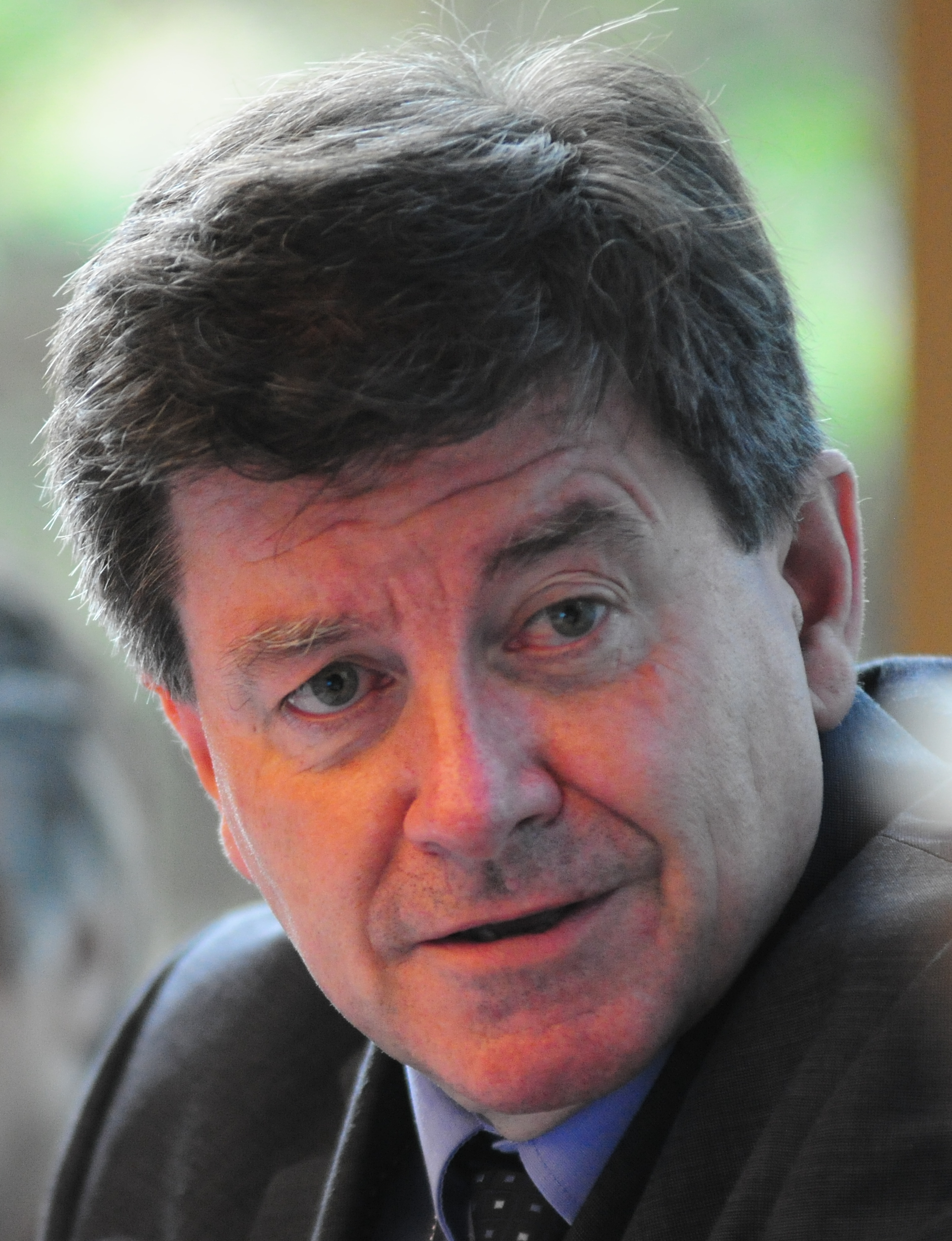
OIT Guy Ryder, directeur général
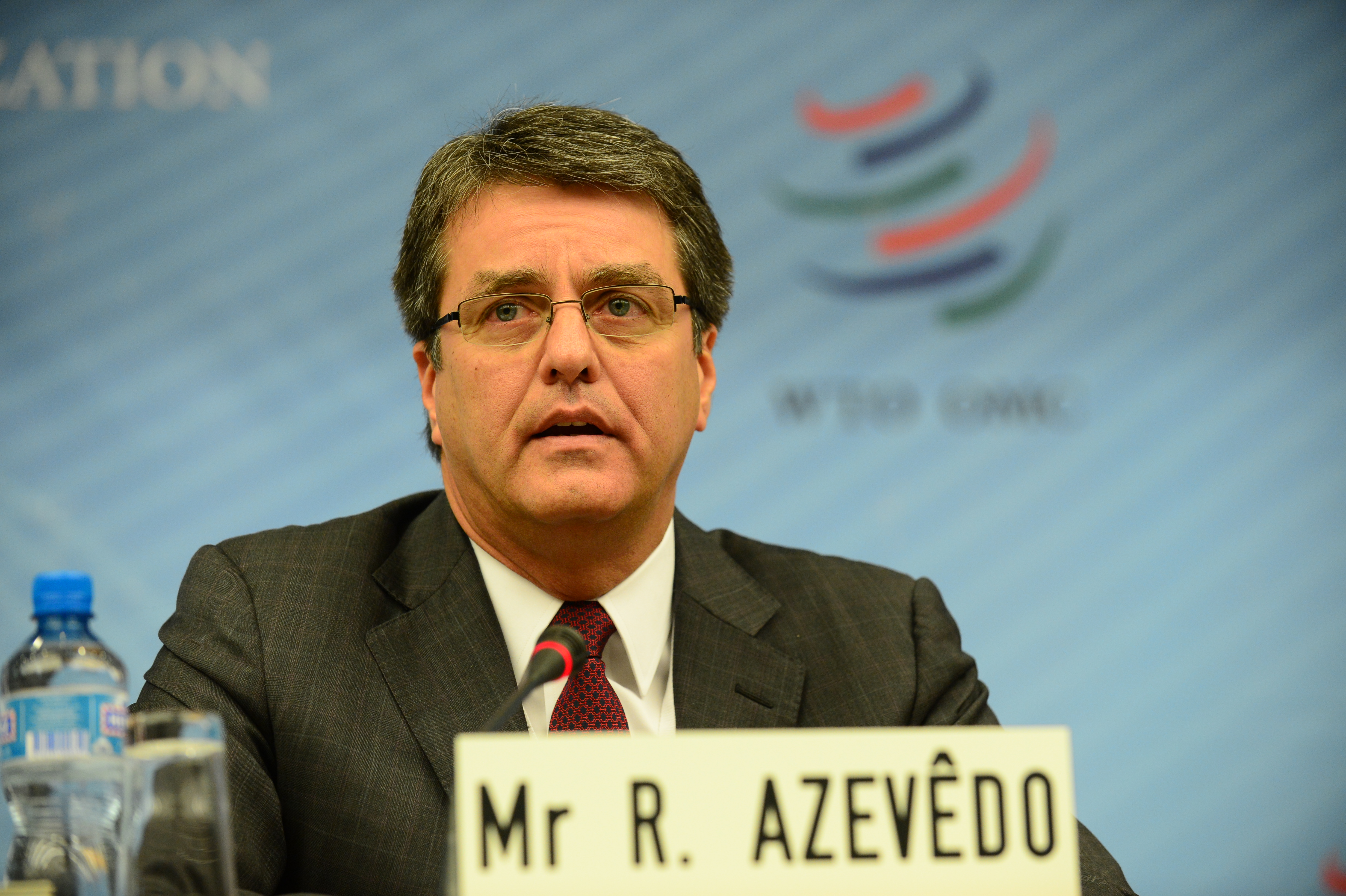
OMC Roberto Azevêdo, directeur général
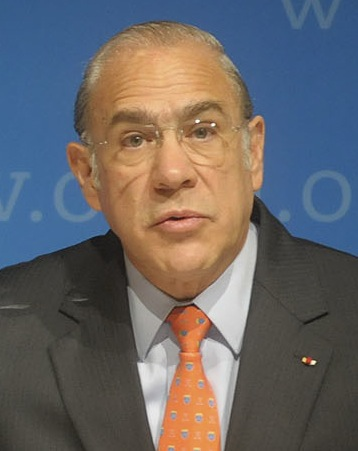
OCDE José Ángel Gurría, Secrétaire général
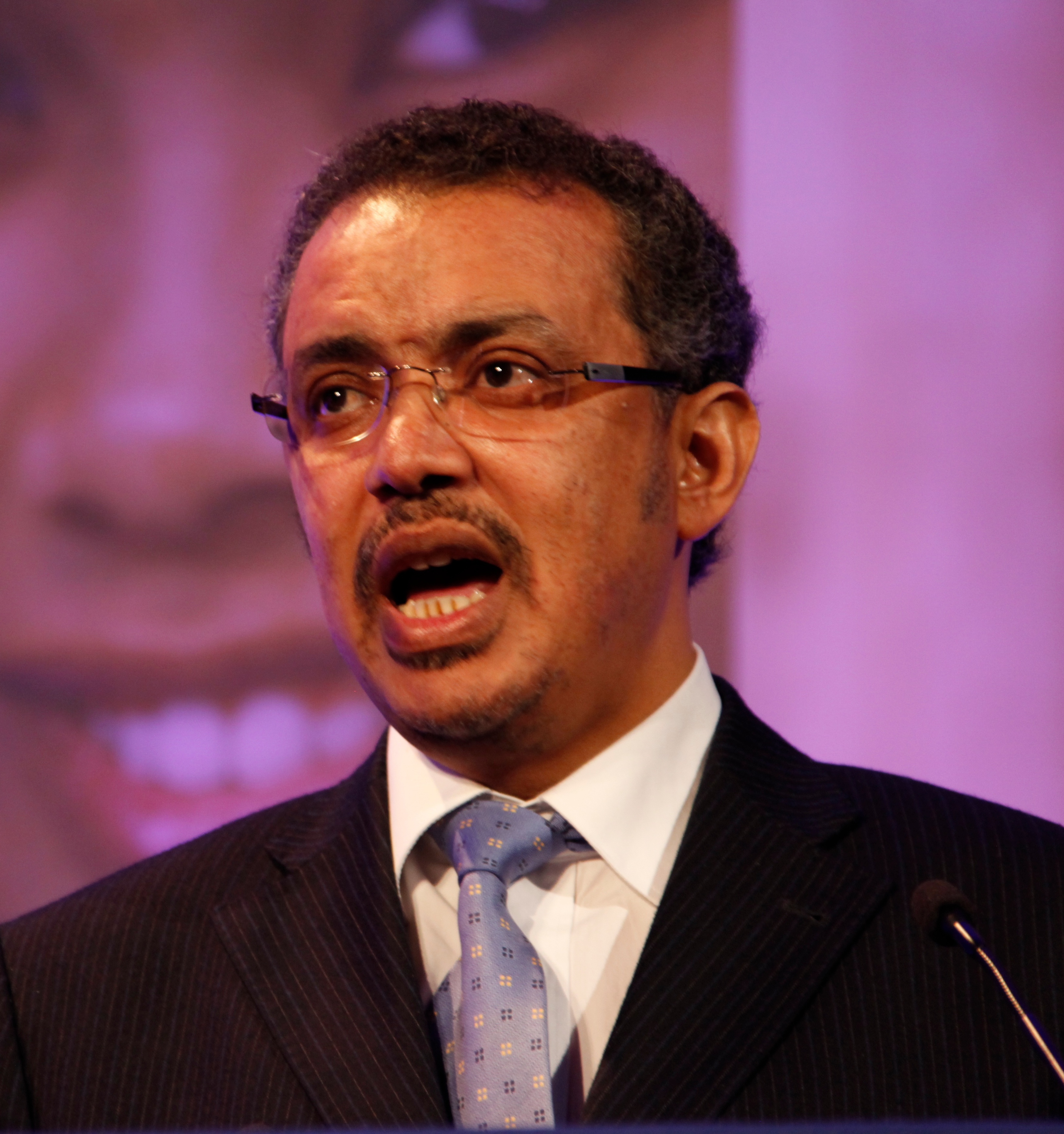
OMS Tedros Adhanom Ghebreyesus, directeur général

Pays membres

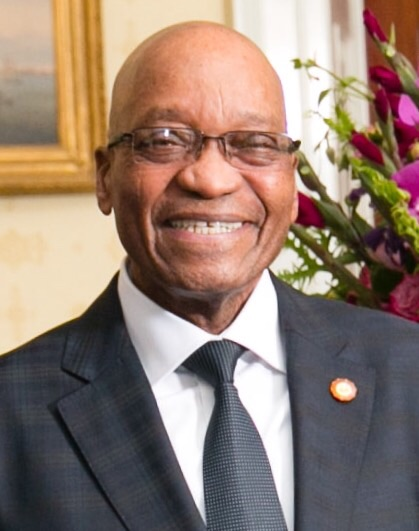
Afrique du Sud Jacob Zuma, président
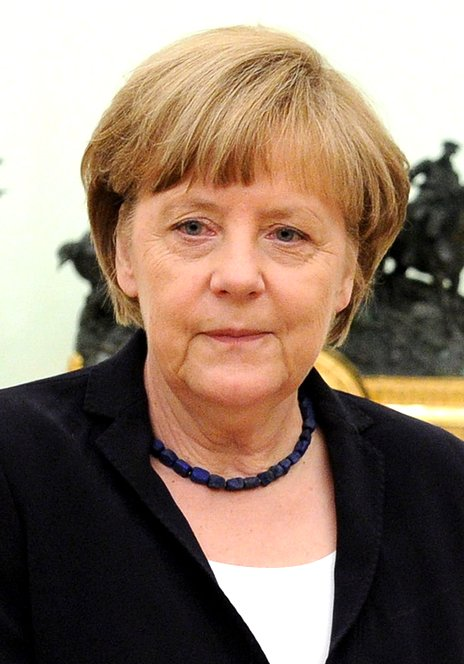
Allemagne Angela Merkel, chancelière fédérale (hôte)
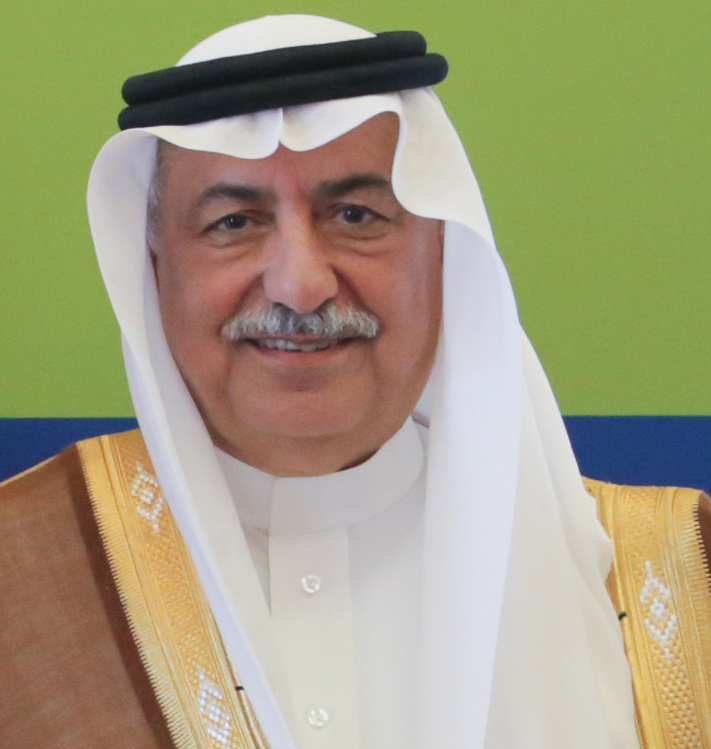
Arabie saoudite Ibrahim Abdulaziz Al-Assaf, ministre d'État[N 1],
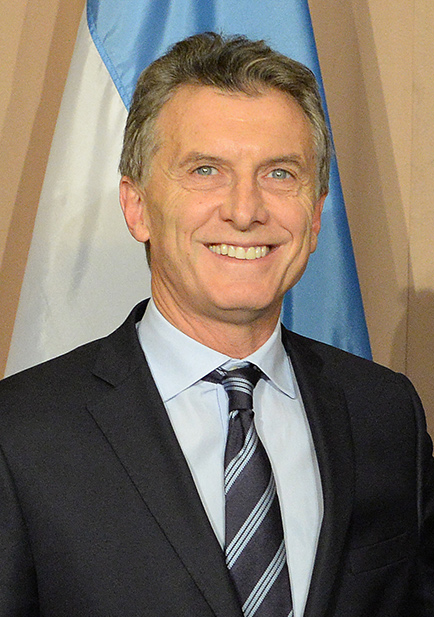
Argentine Mauricio Macri, président
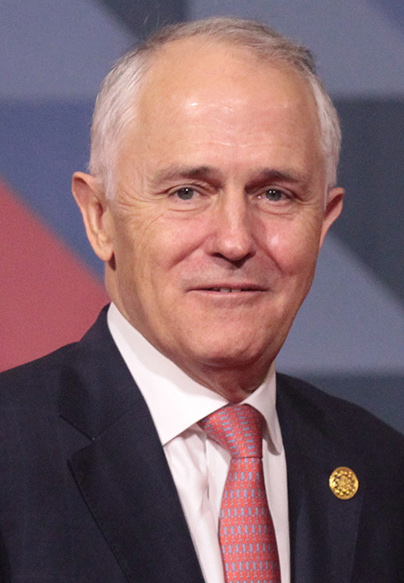
Australie Malcolm Turnbull, Premier ministre
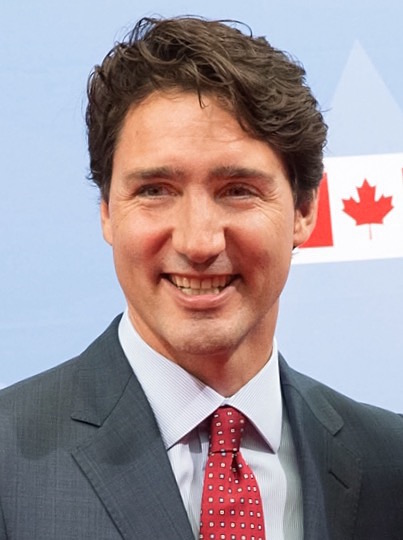
Canada Justin Trudeau, Premier ministre
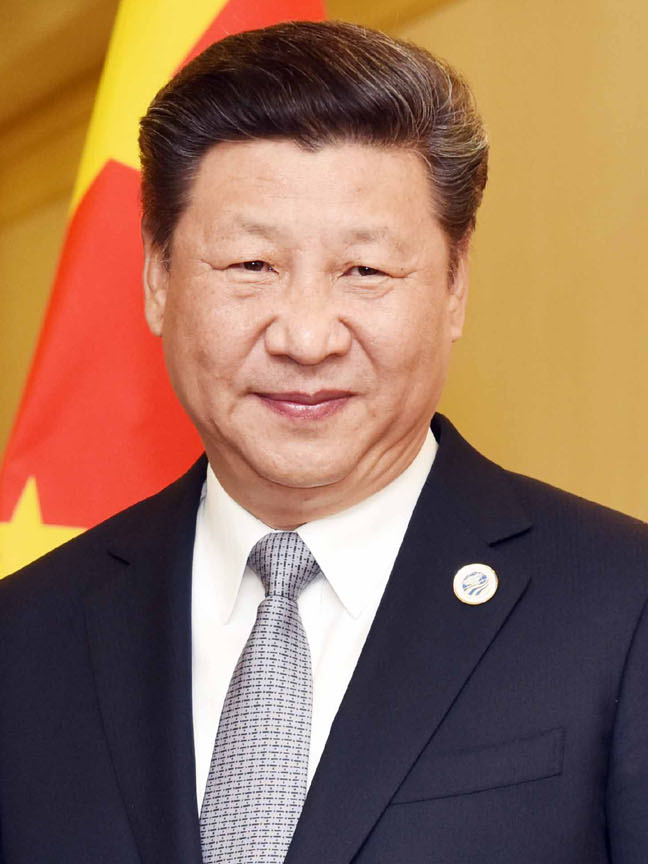
Chine Xi Jinping, président
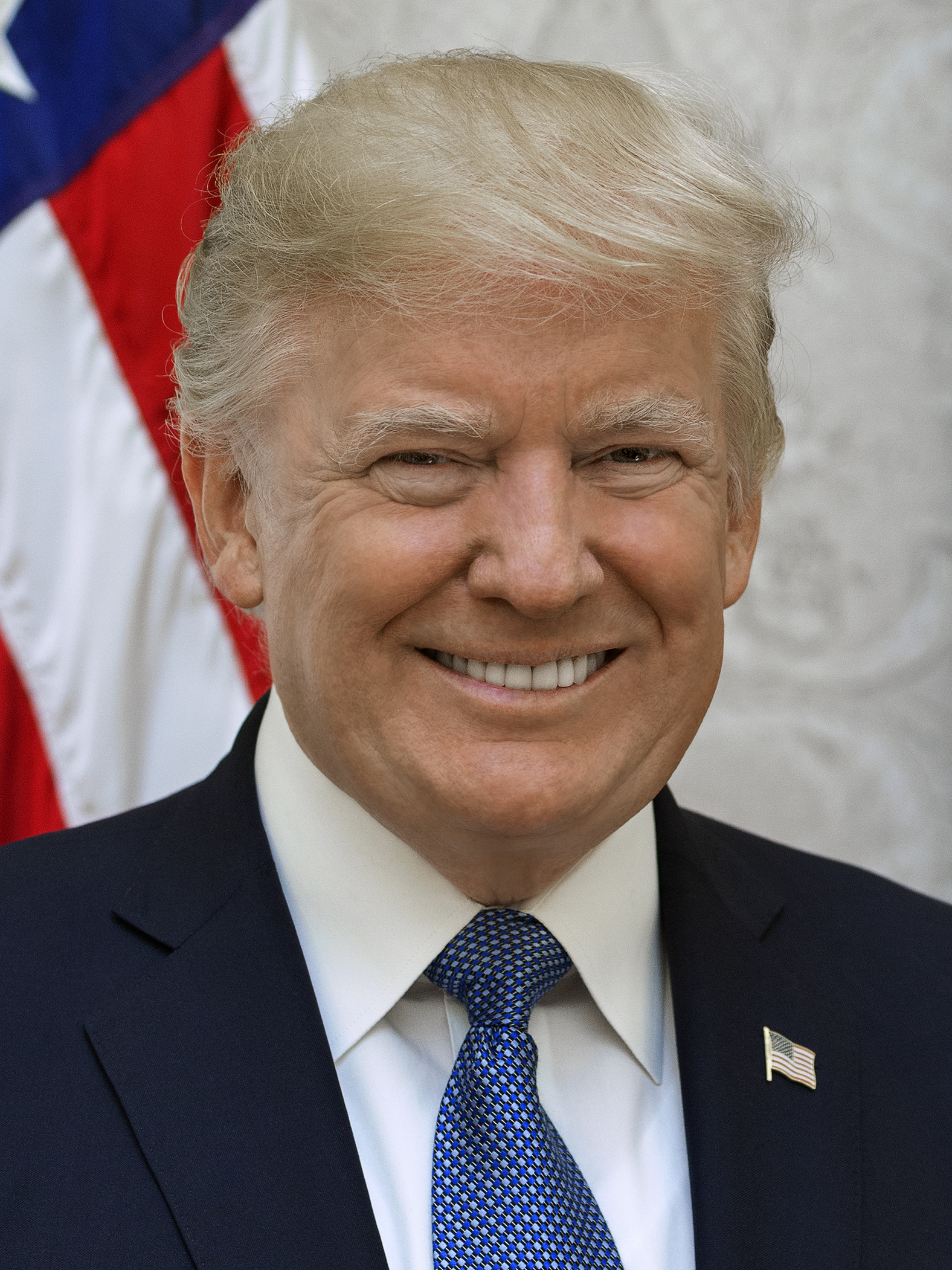
États-Unis Donald Trump, président
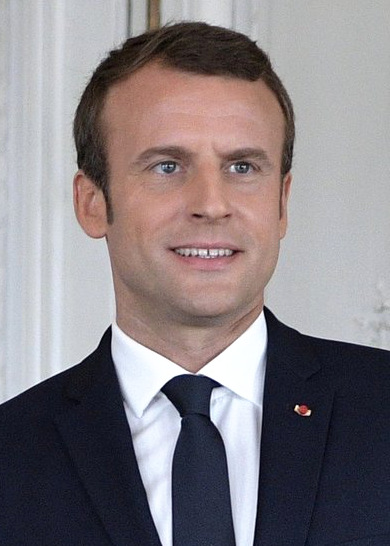
France Emmanuel Macron, président
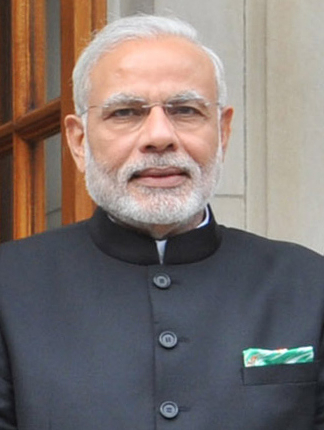
Inde Narendra Modi, Premier ministre
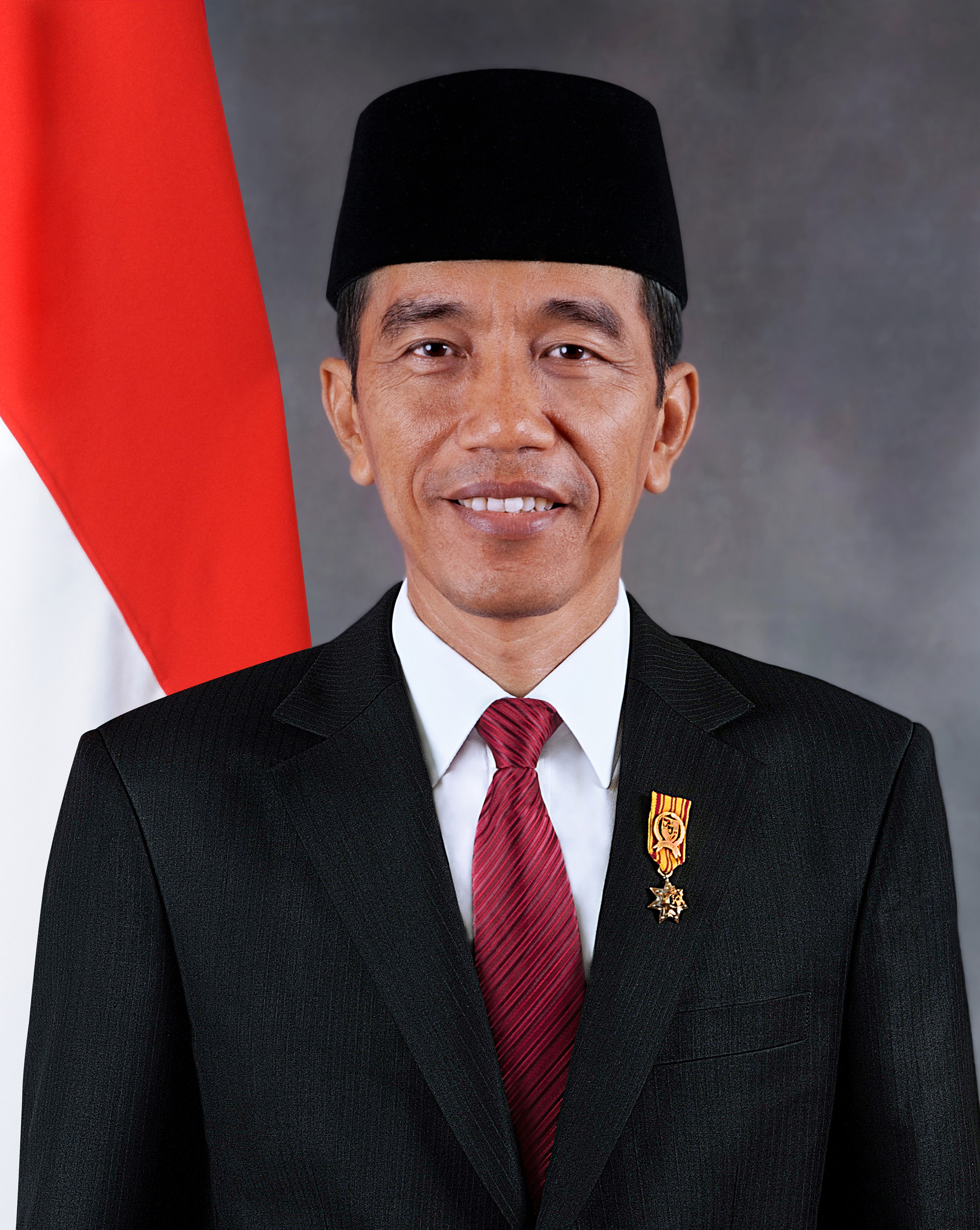
Indonésie Joko Widodo, président
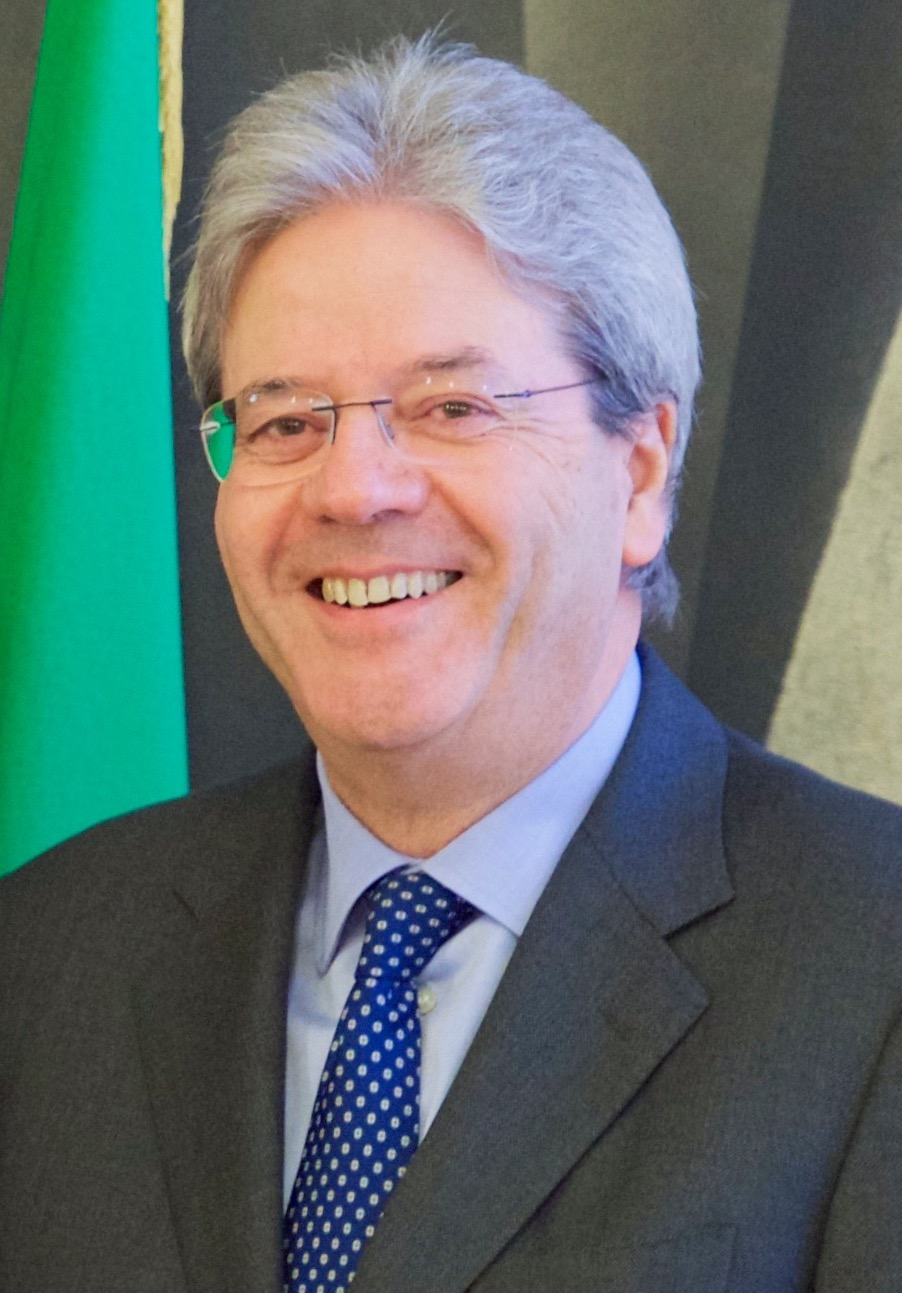
Italie Paolo Gentiloni, président du Conseil des ministres
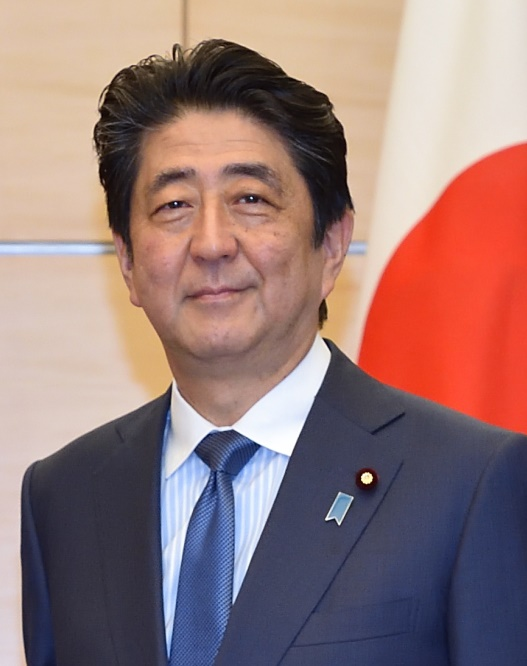
Japon Shinzo Abe, Premier ministre
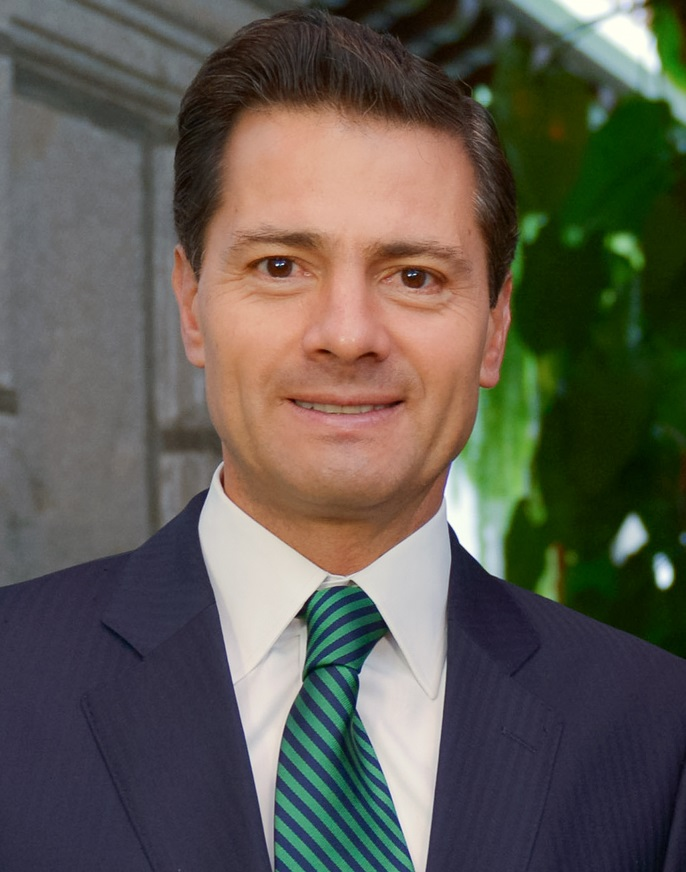
Mexique Enrique Peña Nieto, président
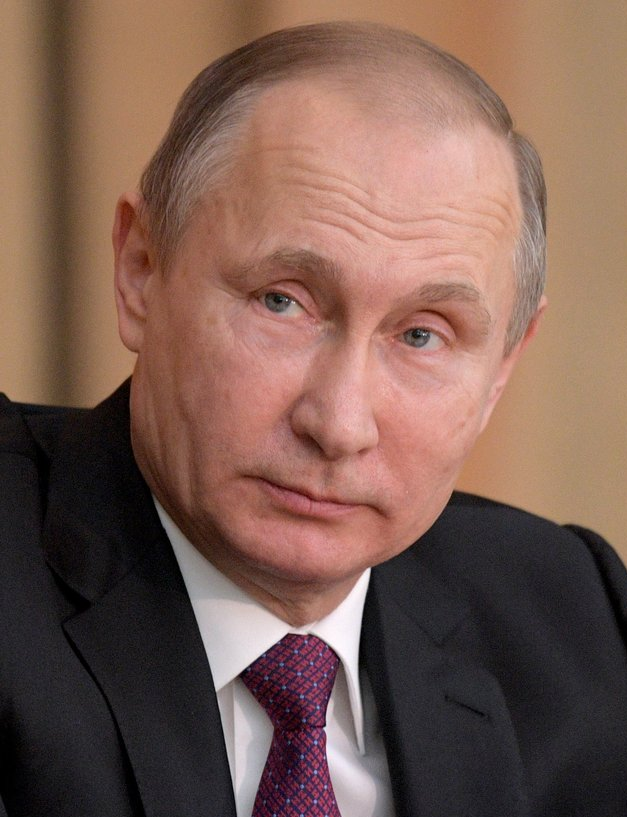
Russie Vladimir Poutine, président
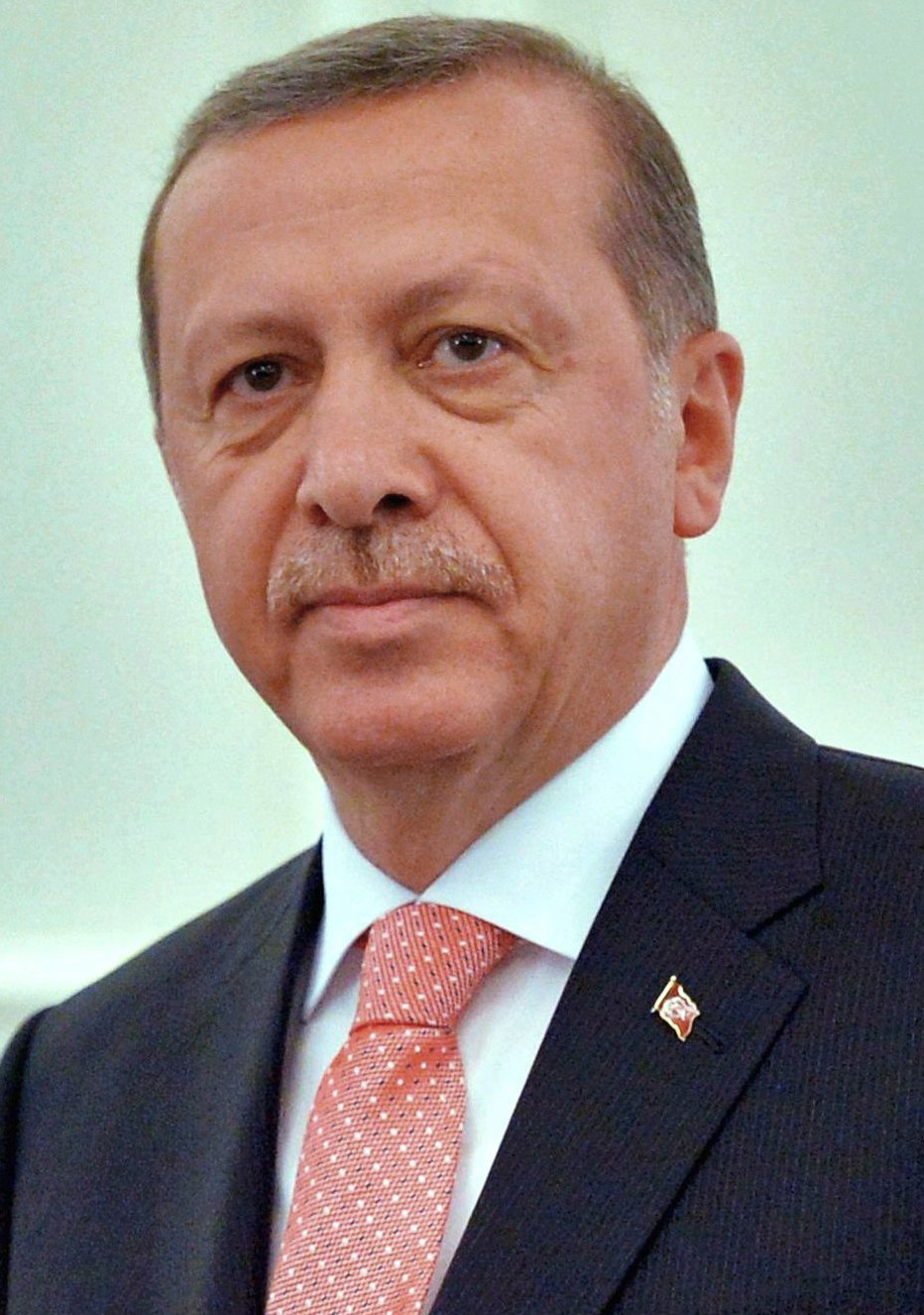
Turquie Recep Tayyip Erdoğan, président

Pays invités
- Espagne
Mariano Rajoy, président du gouvernement
- Guinée
Alpha Condé, président (représentant de l'Union africaine)
- Pays-Bas
Mark Rutte, Premier ministre[3],[4]
- Norvège
Erna Solberg, Première ministre[4]
- Sénégal
Macky Sall, président (représentant du Nouveau partenariat pour le développement de l'Afrique)
- Singapour
Lee Hsien Loong, Premier ministre[4],[5]
- Suisse
Ueli Maurer, conseiller fédéral[6],[7],[8]
- Viêt Nam
Nguyễn Xuân Phúc, Premier ministre

Organisations internationales
- Union européenne
Donald Tusk, président du Conseil européen
- Union européenne
Jean-Claude Juncker, président de la Commission européenne
- Banque mondiale
Jim Yong Kim, président
- FMI
Christine Lagarde, directrice générale
- FSB
Mark Carney, président
- ONU
António Guterres, Secrétaire général
- ONUAA
José Graziano da Silva, directeur général
- OIT
Guy Ryder, directeur général
- OMC
Roberto Azevêdo, directeur général
- OCDE
José Ángel Gurría, Secrétaire général
- OMS
Tedros Adhanom Ghebreyesus, directeur général

## Objets du sommet
Lors de ce sommet, Emmanuel Macron déclare de manière polémique : « Quand des pays ont encore aujourd'hui 7 à 8 enfants par femme, vous pouvez décider d'y dépenser des milliards d'euros, vous ne stabiliserez rien ».

## Protestations
La ville de Hambourg, notamment le quartier du Schanzenviertel, est l'objet de manifestations et de nombreux vandalismes pendant la durée du sommet, incluant des voitures brûlées, des magasins saccagés et de nombreux blessés tant chez les manifestants que chez les forces de l'ordre.
Le nombre de 476 policiers blessés est diffusé dans les médias mais inclut en réalité l’ensemble des blessures et maladies déclarées par les policiers mobilisés entre le 21 juin et le 10 juillet. Si l'on s'en tient à la seule période des manifestations du 6 au 9 juillet, on ne compte plus que 231 policiers blessés. Les autorités admettent finalement que la plupart ont été victimes de déshydratation, de troubles circulatoires ou d’exposition à leurs propres gaz lacrymogènes. En définitive, 455 des 476 policiers ont repris le travail le jour même ou le lendemain. Aucun bilan des manifestants blessés n’a été publié.
Plusieurs dizaines de manifestants sont condamnés à des peines de prison à la suite de ces affrontements - parmi lesquels l'activiste français Loïc Schneider. Les procédures visant des policiers sont en revanche abandonnées pour la plupart.